# Barrea
Barrea község (comune) Olaszország Abruzzo régiójában, L’Aquila megyében.

## Fekvése
A Barreai-tó partján fekszik, a megye délkeleti részén. Határai: Alfedena, Civitella Alfedena, Picinisco, Rivisondoli, Roccaraso, Scanno, Scontrone, Settefrati és Villetta Barrea.

## Története
Első írásos említése a 10. századból származik. A következő századokban nemesi birtok volt. Önállóságát a 19. század elején nyerte el, amikor a Nápolyi Királyságban felszámolták a feudalizmust.

## Népessége
A népesség számának alakulása:

## Főbb látnivalói
- San Tommaso-templom
- San Rocco-templom